# Ab Persijn
Ab Persijn (Purmerend, 11 april 1974) is een Nederlands voormalig voetballer. De verdediger speelde een aantal jaren voor FC Volendam (1995-2000). Daarna vertrok hij voor een jaar naar het Belgische Heusden-Zolder. Vervolgens speelde Persijn nog twee jaar voor Dordrecht'90 alvorens over te stappen naar amateurclubs. Tot 2009 speelde hij nog voor FC Blauw-Wit Amsterdam, DWV Amsterdam en zijn jeugdclub VV Monnickendam. Naast het voetbal werd hij financieel adviseur.